# ガリラヤのユダ
ヒゼキヤの子ユダ (ヘブライ語: יהודה בן חזקיה)またはガリラヤのユダ、ガマラのユダは、6年ごろのユダヤ属州で、ローマ帝国の総督クィリニウスの税収確保を目的とした人口調査に反発し、反乱もしくは抵抗運動を起こしたユダヤ人指導者。他のユダヤ人たちに登録に応じないよう説き、それに従わなかったユダヤ人はユダの支持者たちに家を焼かれ、牛を盗まれた。彼はユダヤ教における「第四派」を創始したが、後のユダヤ人の歴史家フラウィウス・ヨセフスは、これが66年から70年の間の破滅的なローマに対する反乱につながったと批判している。ガリラヤのユダについてはヨセフスの『ユダヤ戦記』や『ユダヤ古代誌』で論じられている他、使徒言行録でも言及されている。

## ヨセフスの言及とその評価
ヨセフスの『ユダヤ古代誌』によれば、ユダはファリサイ派のザドクと共に、1世紀ユダヤ教における「第四派」を創設した。これはサドカイ派、ファリサイ派、エッセネ派と並び立つものであることを示している。ヨセフスは、この第四派が第一次ユダヤ戦争の元凶であると非難している。ユダとザドクの教団は神権的なナショナリストで、神のみがイスラエルの地の支配者であり、ローマ帝国に税を納めるべきではないと主張した。
Gunnar HaalandやJames S. McLarenなどの学者は、ヨセフスによる第四哲学派の描写は事実をとらえておらず、ヨセフスが意図的に捻じ曲げたものではないかと指摘している。Haalandによれば、ヨセフスは大部分のユダヤ人の良い面を強調し、ユダヤ戦争は一部の過激派が引き起こしたことなのだと見せかけようとしているという。同様にMcLarenは、ユダとその一派の行為とされている事柄は、戦争の罪を彼らに着せるためのものであり、ヨセフスを含むエルサレムの司祭集団に責任があった証拠を歴史的、地理学的、社会的に消し去ろうとしたものだとしている。

### 子孫
ヨセフスはユダの死について触れていないが、彼の子のヤコブとシモンは46年ごろにプロクラトルのティベリウス・ユリウス・アレクサンデルにより処刑されたと伝えている。またヨセフスによれば、66年のユダヤ反乱の指導者メナヘム・ベン・ユダはユダの「子」であるというが、これについては後世の一部の学者が疑義を呈している。ただし、メナヘムがユダの孫である可能性は否定できない。メナヘムの従兄弟にあたるエレアザル・ベン・ヤイルはマサダの要塞を脱出し、ローマ帝国に対する最後の抵抗の指導者となっている。

## 使徒言行録の言及
使徒言行録では、ガマリエルの演説の中でユダについての言及がある。ガマリエルはテウダスとユダを、救世主を名乗って失敗した例として挙げ、当時台頭していたナザレのイエスも同じように失敗するだろう、と予想していた。